# Hydaticus ricinus
Hydaticus ricinus är en skalbaggsart som beskrevs av Wewalka 1979. Hydaticus ricinus ingår i släktet Hydaticus och familjen dykare. Inga underarter finns listade i Catalogue of Life.